# Conseil départemental de Meurthe-et-Moselle
Le conseil départemental de Meurthe-et-Moselle, anciennement conseil général de Meurthe-et-Moselle, est l'assemblée délibérante du département français de Meurthe-et-Moselle, collectivité territoriale décentralisée. Il siège dans l'ancien hôpital militaire Sédillot à Nancy.

## Rôle et attributions
Le conseil départemental de Meurthe-et-Moselle impulse une action globale de développement économique, social, éducative et culturel en intervenant dans différents secteurs. Chef de file de l'action sociale, il est responsable de la protection maternelle infantile (PMI) et met en œuvre des actions en faveur de la famille et l'enfance. Il est l'interlocuteur unique pour le revenu de solidarité active (RSA), l'insertion professionnelle, les personnes âgées et les personnes handicapées. Ses responsabilités et ses choix d'intervention participent à l'amélioration de la qualité de  vie des gardois dans différents domaines : infrastructures routières, emploi, économie, habitat, environnement et prévention des risques, éducation, sport, culture, aides aux communes.

## Organisation

### Assemblée départementale

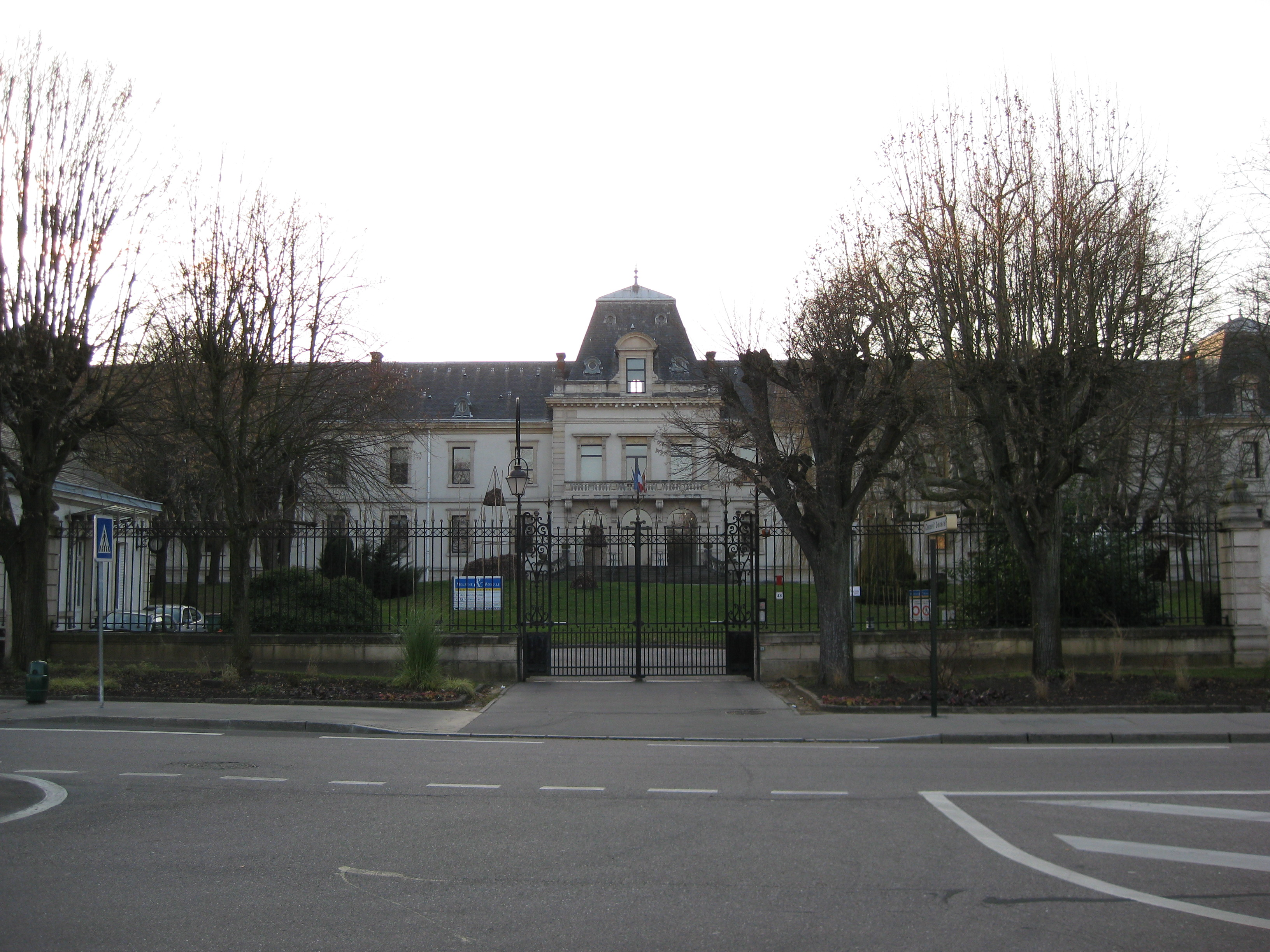
Siège du conseil départemental.

Le conseil départemental de Meurthe-et-Moselle comprend 46 conseillers départementaux issus des 23 cantons de Meurthe-et-Moselle.

### Composition
|                                                           |       |       |      |                                                |
| Présidente du conseil départemental de Meurthe-et-Moselle |       |       |      |                                                |
| Chaynesse Khirouni (PS)                                   |       |       |      |                                                |
| Parti                                                     | Sigle | Sigle | Élus | Groupes                                        |
| Majorité (30 sièges)                                      |       |       |      |                                                |
| Parti socialiste                                          |       | PS    | 10   | Socialiste, Écologiste, Républicain et Citoyen |
| Divers gauche                                             |       | DVG   | 7    | Socialiste, Écologiste, Républicain et Citoyen |
| Europe Écologie Les Verts                                 |       | EÉLV  | 3    | Socialiste, Écologiste, Républicain et Citoyen |
| Parti communiste français                                 |       | PCF   | 5    | Front de gauche et Républicains                |
| La France insoumise                                       |       | LFI   | 3    | Front de gauche et Républicains                |
| Parti socialiste                                          |       | PS    | 1    | Non-Inscrits                                   |
| Divers gauche                                             |       | DVG   | 1    | Non-Inscrits                                   |
| Opposition (16 sièges)                                    |       |       |      |                                                |
| Les Républicains                                          |       | LR    | 9    | Union de la Droite et du Centre                |
| Union des démocrates et indépendants                      |       | UDI   | 2    | Union de la Droite et du Centre                |
| Divers droite                                             |       | DVD   | 2    | Union de la Droite et du Centre                |
| Mouvement radical                                         |       | MR    | 1    | Union de la Droite et du Centre                |
| Mouvement démocrate                                       |       | MoDem | 1    | Union de la Droite et du Centre                |
| Divers centre                                             |       | DVC   | 1    | Union de la Droite et du Centre                |

### Présidence

#### Historique des présidents
En 1978, l'élection de Bogdan Politanski, membre du Parti communiste français, était inattendue. Politanski l’emporte par 18 voix contre 17, alors que la gauche est minoritaire au sein du conseil : 18 conseillers sur 37. Deux conseillers de droite, dont le député René Haby, ont voté blanc ; or les bulletins blancs ne sont pas retenus dans le décompte des voix pour l'élection du président, l'élection se faisant à la majorité des suffrages exprimés,. 

### Liste des présidents successifs
| Période                            | Période                       | Identité                      | Étiquette                     | Étiquette                     |
| Président du conseil général,      | Président du conseil général, | Président du conseil général, | Président du conseil général, | Président du conseil général, |
| ---------------------------------- | ----------------------------- | ----------------------------- | ----------------------------- | ----------------------------- |
| 1889                               | 1892                          | Alfred Mézières               |                               | Rép. mod.                     |
| 1892                               | 1895                          | Ernest Bichat                 |                               | Rép. mod.                     |
| 1895                               | 1898                          | Adrien Volland                |                               | Rép. mod.                     |
| 1889                               | 1906                          | Alfred Mézières               |                               | Rép. mod.                     |
| 1906                               | 1932                          | Albert Lebrun                 |                               | AD                            |
| 1932                               | 1934                          | Albert Tourtel                |                               | AD                            |
| 1934                               | 1940                          | Louis Marin                   |                               | FR                            |
| 1940                               | 1945                          | Conseil général suspendu      | Conseil général suspendu      | Conseil général suspendu      |
| 1945                               | 1951                          | Louis Marin                   |                               | FR                            |
| 1951                               | 1970                          | Robert Gravier                |                               | CNIP                          |
| 1970                               | 1979                          | Roger Boileau                 |                               | CDS                           |
| 1979                               | 1982                          | Bogdan Politanski             |                               | PCF                           |
| 1982                               | 1988                          | Claude Huriet                 |                               | UDF                           |
| 1988                               | 1998                          | Jacques Baudot                |                               | UDF                           |
| 1998                               | 2014                          | Michel Dinet                  |                               | PS                            |
| 2014                               | 2015                          | Mathieu Klein                 |                               | PS                            |
| Président du conseil départemental |                               |                               |                               |                               |
| 2015                               | 2020                          | Mathieu Klein                 |                               | PS                            |
| 2020                               | 2021                          | Valérie Beausert-Leick        |                               | PS                            |
| 2021                               | En cours                      | Chaynesse Khirouni            |                               | PS                            |

### Vice-présidents
Outre la présidence, l'exécutif comporte 13 vice-présidences.

#### Mandature 2021-2028
| N°                  | Conseiller départemental | Conseiller départemental | Parti | Délégation                                                         | Canton d'élection       |
| ------------------- | ------------------------ | ------------------------ | ----- | ------------------------------------------------------------------ | ----------------------- |
| 1re vice-présidence |                          | Catherine Boursier       | PS    | déléguée à l'autonomie                                             | Entre Seille et Meurthe |
| 2e vice-présidence  |                          | André Corzani            | PCF   | délégué à l'aménagement                                            | Pays de Briey           |
| 3e vice-présidence  |                          | Marie-José Amah          | PS    | déléguée à la protection de l'enfance et à la famille              | Val de Lorraine Sud     |
| 4e vice-présidence  |                          | Antony Caps              | DVG   | délégué à l'attractivité                                           | Entre Seille et Meurthe |
| 5e vice-présidence  |                          | Rosemary Lupo            | LFI   | déléguée à la prévention, à la PMI et à la santé                   | Pays de Briey           |
| 6e vice-présidence  |                          | Jacky Zanardo            | PCF   | délégué à la jeunesse et à l'éducation                             | Jarny                   |
| 7e vice-présidence  |                          | Audrey Bardot (Normand)  | PS    | déléguée aux infrastructures et aux mobilités                      | Neuves-Maisons          |
| 8e vice-présidence  |                          | Pascal Schneider         | PS    | délégué aux finances                                               | Neuves-Maisons          |
| 9e vice-présidence  |                          | Annie Silvestri          | PCF   | déléguée à l'insertion et à la lutte contre le non-recours         | Villerupt               |
| 10e vice-présidence |                          | Sylvain Mariette         | EÉLV  | délégué à la transition écologique et à la participation citoyenne | Nancy-1                 |
| 11e vice-présidence |                          | Michèle Pilot            | PS    | déléguée aux ressources humaines                                   | Toul                    |
| 12e vice-présidence |                          | Vincent Hamen            | PS    | délégué aux transfrontalier et aux relations internationales       | Longwy                  |
| 13e vice-présidence |                          | Sylvie Duval (Crunchant) | PS    | déléguée à la culture et à l’enseignement supérieur                | Vandœuvre-lès-Nancy     |

## Identité visuelle

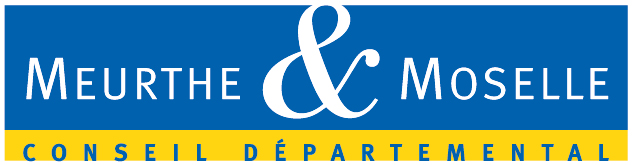
Logo du conseil jusqu’en 2016.
Logo du conseil départemental depuis 2017.